# Spartidium
Spartidium là một chi thực vật có hoa trong họ Đậu.